# 宏觀管理
宏观管理（Macromanagement），是領导决策者或管理经理人員的行为。宏观管理是與机制设计经济概念相近的一種概念。
当宏观管理者指挥一個系统時，首先他将专注于系统的实体（如约束、规则、信息架构等），然后他会改变它们，以令系统自发地移动到定义的目标，亦即到宏观管理者已调整的新的较低潛力。 
因此，要管理一個系统，一个宏观管理者通过评估系统不同元件的潛力开始，以确定最合适的路徑。然后，為避免实现目标的推动或阻碍性异常，他致力於元系统、规则、潜力系数、分类、信息架构等。 
一段时间后，该系统自然和自发地以選擇好的步調进展到明確的目標。因为它是自发的，相对於系统似乎是不规则的方式。同时，因为所提到流程的自然特性，没有人会考虑宏观管理者的存在。